# Гипотеза Зарембы
Гипотеза Зарембы — утверждение теории чисел о представлениях несократимых дробей через непрерывные дроби: существует абсолютная константа {\displaystyle \Lambda } со следующим свойством: для любого {\displaystyle q\geqslant 2} существует {\displaystyle a<q} такое, что {\displaystyle (a,q)=1} и для разложения:
{\displaystyle {\frac {a}{q}}=[a_{1},a_{2},\dots ,a_{n}]={\cfrac {1}{a_{1}+{\cfrac {1}{a_{2}+{\frac {1}{\dots +{\frac {1}{a_{s}}}}}}}}}}
выполняются неравенства:
{\displaystyle a_{i}\leqslant \Lambda ,\ i=1,\dots ,s}.
В наиболее сильной формулировке фигурирует значение {\displaystyle \Lambda =5} для произвольного {\displaystyle q} и значение {\displaystyle \Lambda =3} для достаточно больших {\displaystyle q}..
Гипотезу выдвинул Станислав Заремба-младший в 1972 году. Главный прорыв в её исследовании связан с работой Бургейна и Конторовича (нем. Alex Kontorovich) 2014 года, в которой слабый вариант гипотезы доказан для почти всех чисел. Впоследствии их результаты многократно улучшались.

## Мотивация
Исторически гипотеза возникла в связи с поиском оптимального способа численного интегрирования в духе метода Монте-Карло. Через ограничение на неполные частные Заремба оценивал характеристику решётки, описывающую минимальную удалённость её точек от центра координат. Ряд советских математиков также задумывались об этой гипотезе в связи с численным интегрированием, но в печатном виде её нигде не заявляли.
Сама постановка задачи связана с диофантовыми приближениями. Для приближения произвольного вещественного числа {\displaystyle \alpha } дробью {\displaystyle {\frac {p}{q}}} каноническим мерилом качества считается число {\displaystyle c}, для которого {\displaystyle {\Bigg \vert }{\alpha -{\frac {p}{q}}}{\Bigg \vert }={\frac {1}{cq^{2}}}} (чем больше {\displaystyle c}, тем лучше приближение). Известно, что рациональные {\displaystyle \alpha } лучше всего приближаются своими подходящими дробями {\displaystyle {\frac {p_{n}}{q_{n}}}}, для которых известна оценка {\displaystyle {\Bigg \vert }{\alpha -{\frac {p_{n}}{q_{n}}}}{\Bigg \vert }\leqslant {\frac {1}{q_{n}q_{n+1}}}}. Поскольку {\displaystyle q_{n+1}<(a_{n}+1)q_{n}}, то при наличии безусловной оценки {\displaystyle a_{n}\leqslant \Lambda } предыдущая оценка не может быть лучше, чем {\displaystyle {\Bigg \vert }{\alpha -{\frac {p_{n}}{q_{n}}}}{\Bigg \vert }\leqslant {\frac {1}{(\Lambda +1)q_{n}^{2}}}}. Легко получить и аналогичную (с точностью до константы) оценку снизу, поэтому гипотеза Зарембы — это в точности утверждение о существовании несократимых плохо приближаемых дробей с любым знаменателем.

## Обобщения

### «Алфавиты» значений неполных частных
Часто рассматривается более общий вопрос:
как зависят свойства {\displaystyle {\mathcal {D}}_{\mathcal {A}}} (множества знаменателей {\displaystyle q}, для которых существуют несократимые дроби {\displaystyle {\frac {a}{q}}=[a_{1},\dots ,a_{s}]} с условием {\displaystyle a_{i}\in {\mathcal {A}}} для всех {\displaystyle i=1,\dots ,s}) от алфавита (конечного множества натуральных чисел)? В частности, для каких {\displaystyle {\mathcal {A}}} множество {\displaystyle {\mathcal {D}}_{\mathcal {A}}} содержит почти все или все достаточно большие {\displaystyle q}?

### Гипотеза Хенсли
Хенсли в 1996 году рассмотрел связь ограничений на неполные частные с хаусдорфовой размерностью соответствующих дробей, и выдвинул гипотезу, которая впоследствии была опровергнута:
Множество {\displaystyle {\mathcal {D}}_{\mathcal {A}}} содержит все достаточно большие числа тогда и только тогда, когда {\displaystyle \dim _{H}({\mathfrak {C}}_{\mathcal {A}})>{\frac {1}{2}}} ({\displaystyle {\mathfrak {C}}_{\mathcal {A}}} — множество дробей из интервала {\displaystyle (0;1)}, все неполные частные которых лежат в алфавите {\displaystyle {\mathcal {A}}}, {\displaystyle \dim _{H}} — хаусдорфова размерность.
Контпример построен для алфавита {\displaystyle {\mathcal {A}}=\{2,4,6,8,10\}}: известно, что {\displaystyle \dim _{H}({\mathfrak {C}}_{\mathcal {A}})\approx 0{,}517}, но в то же время {\displaystyle 4k+3\not \in {\mathcal {D}}_{\mathcal {A}}}.
Бургейн и Конторович предложили более слабую форму этой гипотезы, связанную со знаменателями {\displaystyle d}, на которые наложены дополнительные ограничения. При этом они доказали её плотностную версию для более сильного ограничения, чем {\displaystyle {\frac {1}{2}}}.

### Вычисление хаусдорфовой размерности
Вопрос вычисления хаусдорфовой размерности для алфавитов вида {\displaystyle {\mathcal {A}}=\{1,\dots ,N\}} рассматривался в теории диофантовых приближений задолго до гипотезы Зарембы и, видимо, берёт начало с работы 1928 года. В статье, где была предложена гипотеза, Хенсли описал общий алгоритм с полиномиальным временем работы, основанный на следующем результате:
для заданного алфавита {\displaystyle {\mathcal {A}}} значение {\displaystyle \dim _{H}({\mathfrak {C}}_{\mathcal {A}})} можно вычислить с точностью {\displaystyle 2^{-N}} всего за {\displaystyle O(N^{7})} операций.
Существует гипотеза, что множество значений таких размерностей {\displaystyle \{\dim _{H}({\mathfrak {C}}_{\mathcal {A}}):|{\mathcal {A}}|\leqslant \infty \}} всюду плотно. Из компьютерных вычислений известно, что расстояние между его соседними элементами по крайней мере не меньше {\displaystyle {\frac {1}{50}}}.
Для алфавитов из подряд идущих чисел Хенсли получил оценку:
{\displaystyle \dim _{H}({\mathfrak {C}}_{\{1,\dots ,N\}})=1-{\frac {6}{\pi ^{2}N}}-{\frac {72\log N}{\pi ^{4}N^{2}}}+O\left({\frac {1}{N^{2}}}\right)}.
В частности, установлено, что:
{\displaystyle \lim \limits _{N\to \infty }{\dim _{H}({\mathfrak {C}}_{\{1,\dots ,N\}})}=1}.
Этот факт существенно использовался в доказательстве центрального результата Бургейна и Конторовича.

## Продвижения

### Слабые точные результаты
Нидеррейтер доказал гипотезу для степеней двойки и степеней тройки при {\displaystyle \Lambda =3} и для степеней пятёрки при {\displaystyle \Lambda =4}.
Рукавишникова, развивая простой результат Коробова, показала существование для любого {\displaystyle q} дроби {\displaystyle {\frac {a}{q}}=[a_{1},\dots ,a_{s}]} с условием {\displaystyle a_{i}<\varphi (q)\log q,\ i=1,\dots ,s}, где {\displaystyle \varphi (q)} — функция Эйлера.

### Плотностные результаты
Наиболее сильным и общим является результат Бургейна и Конторовича:
{\displaystyle |{\mathcal {D}}_{\{1,\dots ,50\}}\cap [1;N]|=N-o(N)},
то есть что гипотеза Зарембы с параметром {\displaystyle \Lambda =50} верна для почти всех чисел. Их результат касался не только этого алфавита, но и любого другого с условием {\displaystyle \dim({\mathfrak {C}}_{\mathcal {A}})>0{,}98397}. Впоследствии их результат был улучшен для {\displaystyle \Lambda =5} и остаточного члена {\displaystyle N^{-c}}, где {\displaystyle c>0} — константа.
Для более слабых ограничений тот же метод позволяет показать, что множество {\displaystyle {\mathcal {D}}_{\mathcal {A}}} имеет положительную плотностью. В частности, из дальнейших улучшений известно, что это верно когда {\displaystyle \dim({\mathfrak {C}}_{\mathcal {A}})>0.25({\sqrt {17}}-1)\approx 0.7807...}, в том числе для {\displaystyle {\mathcal {A}}=\{1,2,3,4\}}.

### Оценки с хаусдорфовой размерностью
Хенсли показал, что если {\displaystyle \dim _{H}({\mathfrak {C}}_{\mathcal {A}})=\delta }, то {\displaystyle |{\mathcal {D}}_{\mathcal {A}}\cap [1;N]|\gg N^{\delta }}. Позже Бургейн и Конторович улучшили это неравенство до показателя {\displaystyle \delta +{\frac {(2\delta -1)(1-\delta )}{5-\delta }}-o(1)} вместо {\displaystyle \delta }. Для отдельных интервалов значений {\displaystyle \delta } позже были получены более сильные оценки. В частности, известно, что {\displaystyle |{\mathcal {D}}_{\{1,2,3,5\}}\cap [1;N]|\gg N^{0.99}} и что при {\displaystyle \delta \to {\frac {{\sqrt {40}}-4}{3}}\approx 0.7748...} показатель степени стремится к единице.
Общее число дробей над тем или иным алфавитом со знаменателями, не превышающими {\displaystyle N}, с точностью до константы равно {\displaystyle N^{2\delta }}.

### Модулярная версия
Хенсли обнаружил, что знаменатели дробей, удовлетворяющих гипотезе Зарембы, равномерно распределены (с учётом кратности) по любому модулю. Из этого, в частности, следует существование таких дробей со знаменателями, равными нулю (и любому другому знчению) по тому или иному модулю.
Следствие из результата Хенсли (1994): для любого {\displaystyle \Lambda \geq 2} существует функция {\displaystyle q=q_{\Lambda }(n)\equiv 0{\pmod {n}}} такая, что для любого {\displaystyle n}: существует несократимая дробь {\displaystyle {\frac {a}{q}}}, неполные частные которых ограничены {\displaystyle \Lambda }.
При {\displaystyle q_{\Lambda }(n)=n} это утверждение было бы эквивалентно гипотезе Зарембы. Позже для простых {\displaystyle n} были получены оценки скорости роста {\displaystyle q_{\Lambda }(n)} в экстремальных случаях:
- для некоторой константы {\displaystyle c} верно, что {\displaystyle q_{2}(n)=O(n^{c})}[23];

- для любого {\displaystyle \varepsilon >0} существует достаточно большое {\displaystyle \Lambda } такое, что {\displaystyle q_{\Lambda }(n)=O(n^{1+\varepsilon })}[24].

## Методы исследования
Современные методы, восходящие к статье Бургейна и Конторовича, рассматривают гипотезу Зарембы на языке матриц размера 2x2 и изучают соответствующие свойства матричных групп. Благодаря соотношению подходящих дробей разложение {\displaystyle {\frac {a}{q}}=[a_{1},\dots ,a_{s}]} может быть записано как произведение матриц:
{\displaystyle {\begin{pmatrix}*&a\\*&q\end{pmatrix}}={\begin{pmatrix}0&1\\1&a_{1}\end{pmatrix}}{\begin{pmatrix}0&1\\1&a_{2}\end{pmatrix}}\dots {\begin{pmatrix}0&1\\1&a_{s}\end{pmatrix}}\ },
где звёздочками в первой матрице закрыты числа, значение которых не существенно.
Руководствуясь этим, изучается группа, порождённая матрицами вида:
{\displaystyle {\begin{pmatrix}0&1\\1&a\end{pmatrix}}{\begin{pmatrix}0&1\\1&a'\end{pmatrix}},\ a,a'\in {\mathcal {A}}},
на наличие в ней матриц с тем или иным значением в нижней правой позиции. Для анализа распределения таких значений используются тригонометрические суммы, а именно — специальные аналоги коэффициентов Фурье.
Использование такого инструментария, а также работа фактически со множествами произведений (где элементы множества — матрицы) придаёт задаче арифметико-комбинаторный характер.